# Tierras altas y mesetas de Sajonia
Las tierras altas y mesetas de Sajonia ( en alemán: Sächsisches Bergland und Mittelgebirge) son una región natural situada principalmente en el sur de Sajonia, con pequeños elementos también en el sureste de Turingia y el noreste de Baviera. Comprende, desde el suroeste hasta el noreste, el Vogtland, los Montes Metálicos, la Suiza sajona, la meseta de la Alta Lusacia y las colinas Zittau.
La amalgama de varias unidades geográficas importantes llevada a cabo por el grupo de trabajo para el equilibrio ecológico y el carácter regional de la Academia de Ciencias de Sajonia en Leipzig, que incluye una escisión de la antigua región natural de Oberlausitz, no ha sido plenamente reconocida oficialmente, ya que esta división aún no ha sido aceptada por las autoridades federales como el Bundesamt für Naturschutz (BfN), pero sigue a grandes rasgos la lógica de otras agrupaciones como la del altiplano de Turingia-Franconia, que lo bordea por el oeste y que incluye el bosque de Turingia, el altiplano de Turingia, el bosque de Franconia y el Fichtelgebirge.
Mientras que las tierras altas de Turingia-Franconia, al igual que el bosque adyacente del Alto Palatinado-Bávaro, se extienden de noroeste a sureste, estas montañas bajas sajonas se extienden generalmente de oeste-suroeste a este-noreste. El Vogtland, cuya parte alemana se encuentra principalmente en la región natural del Estado Libre de Sajonia que le da nombre, constituye el verdadero vínculo con la meseta Turingia-Francona.
Desde entonces, la BfN ha adoptado las nuevas subdivisiones internas de los Montes Metálicos.

## Subdivisiones naturales
La siguiente lista muestra la división actual de regiones naturales. Las principales unidades geográficas según Meynen y la BfN se muestran con un asterisco (*).
- Tierras altas y mesetas de Sajonia
  - 41 (= D17) Vogtland * (en parte en Turingia )
    - 410 Meseta del Este de Turingia-Vogtland
    - 411 Distrito de los picos del Vogtland medio
    - 412 Alto Vogtland
      - Elstergebirge

  - 42 (= D16) Montañas Metálicas *
    - Montañas Metálicas occidentales
    - Montañas Metálicas medias
    - Montañas Metálicas del Este

  - 43 (= D15) Región de arenisca de caliza de Sajonia-Bohemia *
    - 430 Suiza sajona
    - 431 Montañas Zittau (parte alemana de las montañas de Lusacia que también se extienden hasta la República Checa )

  - a 44 (= D14) Parte montañosa de la Alta Lusacia *
    - 441 Altiplano de Lusacia superior

## Subdivisiones alternativas según Meynen y BfN
La división más antigua de las Montañas Metálicas en unidades principales por Meynen es la siguiente (entre paréntesis su ubicación dentro de la nueva clasificación):
- 42 (= D16) Montañas Metálicas (Erzgebirge)
  - 420 Estribaciones meridionales de las montañas Metálicas (extremo suroeste de las Montañas Metálicas Occidentales )
  - 421 Montañas Metálicas del alto Oeste ( Montañas Metálicas Occidentales, aparte del extremo suroeste y extremo noreste, parte sur de las Montañas Metálicas medias )
  - 422 Montañas Metálicas del Este superior (parte sur de las Montañas Metálicas del Este)
  - 423 Montañas Metálicas occidentales Inferiores (Extremo noreste de las Montañas Metálicas occidentales, norte y centro de las Montañas Metálicas medias )
  - 424 Montañas Metálicas del bajo Este (Norte y centro de las Montañas Metálicas del Este)